# R Cassiopeiae
R Cassiopeiae (R Cas) este o stea în constelația Cassiopeia.
R Cassiopeiae este o gigantă roșie de tip M cu o magnitudine aparentă de +9,97. Este clasificată ca stea variabilă Mira, iar strălucirea ei variază de la magnitudinea de +4,7 până la +13,5, cu o perioadă de 430,5 de zile. Se află la aproximativ 410 ani-lumină de Pământ.